# Copelatus griffinii
Copelatus griffinii är en skalbaggsart som beskrevs av Régimbart 1899. Copelatus griffinii ingår i släktet Copelatus och familjen dykare. Inga underarter finns listade i Catalogue of Life.